# Đồng Nhân, Quý Châu
Đồng Nhân (tiếng Trung: 铜仁市, bính âm: Tóngrén Shì) là một địa cấp thị tại tỉnh Quý Châu, Cộng hòa Nhân dân Trung Hoa.

## Hành chính
- Khu Bích Giang (碧江区, Bìjiāng Qū)
- Khu Vạn Sơn (万山区, Wànshān Qū)
- Huyện Giang Khẩu (江口县, Jiāngkǒu Xiàn)
- Huyện Thạch Thiên (石阡县, Shíqiān Xiàn)
- Huyện Tư Nam (思南县, Sīnán Xiàn)
- Huyện Đức Giang (德江县, Déjiāng Xiàn)
- Huyện tự trị dân tộc Đồng Ngọc Bình (玉屏侗族自治县, Yùpíng Dòngzú Zìzhìxiàn)
- Huyện tự trị dân tộc Thổ Gia và dân tộc Miêu Ấn Giang (印江土家族 hay 苗族自治县, Yìnjiāng Tǔjiāzú hay Miáozú Zìzhìxiàn)
- Huyện tự trị dân tộc Thổ Gia Duyên Hà (沿河土家族自治县, Yánhé Tǔjiāzú Zìzhìxiàn)
- Huyện tự trị dân tộc Miêu Tùng Đào (松桃苗族自治县, Sōngtáo Miáozú Zìzhìxiàn)

| Phân chia hành chính của Đồng Nhân                                                              | Phân chia hành chính của Đồng Nhân | Phân chia hành chính của Đồng Nhân | Phân chia hành chính của Đồng Nhân | Phân chia hành chính của Đồng Nhân | Phân chia hành chính của Đồng Nhân |
| ----------------------------------------------------------------------------------------------- | ---------------------------------- | ---------------------------------- | ---------------------------------- | ---------------------------------- | ---------------------------------- |
| Bích Giang Vạn Sơn Giang Khẩu Ngọc Bình Thạch Thiên Tư Nam Ấn Giang Đức Giang Duyên Hà Tùng Đào |                                    |                                    |                                    |                                    |                                    |

## Khí hậu, thời tiết
| Dữ liệu khí hậu của Quận Bích Giang, Đồng Nhân (bình quân giai đoạn 1981 – 2010, cực trị giai đoạn 1951 – 2010)                      | Dữ liệu khí hậu của Quận Bích Giang, Đồng Nhân (bình quân giai đoạn 1981 – 2010, cực trị giai đoạn 1951 – 2010) | Dữ liệu khí hậu của Quận Bích Giang, Đồng Nhân (bình quân giai đoạn 1981 – 2010, cực trị giai đoạn 1951 – 2010) | Dữ liệu khí hậu của Quận Bích Giang, Đồng Nhân (bình quân giai đoạn 1981 – 2010, cực trị giai đoạn 1951 – 2010) | Dữ liệu khí hậu của Quận Bích Giang, Đồng Nhân (bình quân giai đoạn 1981 – 2010, cực trị giai đoạn 1951 – 2010) | Dữ liệu khí hậu của Quận Bích Giang, Đồng Nhân (bình quân giai đoạn 1981 – 2010, cực trị giai đoạn 1951 – 2010) | Dữ liệu khí hậu của Quận Bích Giang, Đồng Nhân (bình quân giai đoạn 1981 – 2010, cực trị giai đoạn 1951 – 2010) | Dữ liệu khí hậu của Quận Bích Giang, Đồng Nhân (bình quân giai đoạn 1981 – 2010, cực trị giai đoạn 1951 – 2010) | Dữ liệu khí hậu của Quận Bích Giang, Đồng Nhân (bình quân giai đoạn 1981 – 2010, cực trị giai đoạn 1951 – 2010) | Dữ liệu khí hậu của Quận Bích Giang, Đồng Nhân (bình quân giai đoạn 1981 – 2010, cực trị giai đoạn 1951 – 2010) | Dữ liệu khí hậu của Quận Bích Giang, Đồng Nhân (bình quân giai đoạn 1981 – 2010, cực trị giai đoạn 1951 – 2010) | Dữ liệu khí hậu của Quận Bích Giang, Đồng Nhân (bình quân giai đoạn 1981 – 2010, cực trị giai đoạn 1951 – 2010) | Dữ liệu khí hậu của Quận Bích Giang, Đồng Nhân (bình quân giai đoạn 1981 – 2010, cực trị giai đoạn 1951 – 2010) | Dữ liệu khí hậu của Quận Bích Giang, Đồng Nhân (bình quân giai đoạn 1981 – 2010, cực trị giai đoạn 1951 – 2010) |
| Tháng | 1 | 2 | 3 | 4 | 5 | 6 | 7 | 8 | 9 | 10 | 11 | 12 | Năm |
| --- | --- | --- | --- | --- | --- | --- | --- | --- | --- | --- | --- | --- | --- |
| Cao kỉ lục °C (°F) | 29.3 (84.7) | 32.0 (89.6) | 36.5 (97.7) | 38.2 (100.8) | 37.5 (99.5) | 40.4 (104.7) | 40.5 (104.9) | 42.5 (108.5) | 39.7 (103.5) | 36.7 (98.1) | 32.6 (90.7) | 25.1 (77.2) | 42.5 (108.5) |
| Trung bình ngày tối đa °C (°F) | 9.3 (48.7) | 11.3 (52.3) | 15.9 (60.6) | 22.4 (72.3) | 27.0 (80.6) | 29.9 (85.8) | 33.0 (91.4) | 32.9 (91.2) | 29.1 (84.4) | 22.8 (73.0) | 17.8 (64.0) | 12.1 (53.8) | 22.0 (71.5) |
| Trung bình ngày °C (°F) | 5.7 (42.3) | 7.6 (45.7) | 11.5 (52.7) | 17.3 (63.1) | 21.8 (71.2) | 25.1 (77.2) | 27.9 (82.2) | 27.4 (81.3) | 23.7 (74.7) | 18.1 (64.6) | 13.1 (55.6) | 7.9 (46.2) | 17.3 (63.1) |
| Tối thiểu trung bình ngày °C (°F) | 3.3 (37.9) | 5.1 (41.2) | 8.4 (47.1) | 13.7 (56.7) | 18.1 (64.6) | 21.7 (71.1) | 24.1 (75.4) | 23.6 (74.5) | 20.0 (68.0) | 15.1 (59.2) | 10.1 (50.2) | 5.1 (41.2) | 14.0 (57.3) |
| Thấp kỉ lục °C (°F) | −9.2 (15.4) | −4.7 (23.5) | −2.0 (28.4) | 2.3 (36.1) | 8.2 (46.8) | 14.0 (57.2) | 16.7 (62.1) | 16.7 (62.1) | 11.1 (52.0) | 5.0 (41.0) | −1.9 (28.6) | −4.3 (24.3) | −9.2 (15.4) |
| Lượng Giáng thủy trung bình mm (inches)                                                                                              | 38.4 (1.51) | 47.8 (1.88) | 66.3 (2.61) | 122.4 (4.82) | 176.7 (6.96) | 202.9 (7.99) | 194.3 (7.65) | 128.2 (5.05) | 75.2 (2.96) | 93.8 (3.69) | 57.5 (2.26) | 29.5 (1.16) | 1.233 (48.54)                                                                                                   |
| Số ngày giáng thủy trung bình (≥ 0.1mm)                                                                                              | 12.8 | 12.6 | 15.9 | 18.3 | 17.8 | 16.4 | 12.7 | 12.2 | 10.1 | 13.3 | 10.7 | 9.4 | 162.2 |
| Độ ẩm tương đối trung bình (%) | 76 | 75 | 76 | 77 | 78 | 80 | 77 | 76 | 74 | 78 | 76 | 74 | 76 |
| Nguồn: "Trung tâm Dịch vụ Dữ liệu Khí tượng Trung Quốc (中国气象数据网)". Trung tâm Thông tin Khí tượng Quốc gia (国家气象信息中心). | | | | | | | | | | | | | |